# Joakim Hedqvist
Joakim Hedqvist, född 22 november 1977,  är en svensk bandyspelare, fostrad i Brobergs IF, har spelat i Edsbyn, där han fyra gånger blivit svensk mästare. Hans skott brukar rankas som en av Sveriges hårdaste. Säsongen 2008/2009 spelade han för det ryska laget Zorkij innan han bröt kontraktet och återvände till Sverige och Edsbyns IF. Inför säsongen 2010/2011 återvände han till moderklubben Broberg/Söderhamn.
Mitt under säsongen 2011/2012 bröt Broberg och Jocke hans kontrakt. Jocke valde då att börja spela för IFK Vänersborg. 
Joakim Hedqvist debuterade i Sveriges herrlandslag i bandy i VM 2009 där laget vann VM-guld och han själv vann skytteligan tillsammans med Jevgenij Ivanusjkin på 14 mål. Han fick även pris som turneringens bästa anfallare. 
Hans pappa är den hårdskjutande Pär Hedqvist. 
Säsongen 2022/2023 återfinns Hedqvist som framgångsrik tränare i Gripen Trollhättan Bandy. 

## Klubbar
- 2015-2016 IFK Vänersborg
- 2014-2015 IFK Vänersborg
- 2013-2014 IFK Vänersborg
- 2012–2013  IFK Vänersborg
- 2011–2011  IFK Vänersborg
- 2010–2011  Brobergs IF
- 2009/2010  Edsbyns IF
- 2008/2009  Edsbyns IF
- 2008/2009–2008/2009  HK Zorkij, Ryssland
- 2007/2008–2004/2005  Edsbyns IF
- 2003/2004–2002/2003  Brobergs IF
- 2001/2002–2000/2001  Edsbyns IF
- 1999/2000–1993/1994  Brobergs IF

## Meriter
- VM-guld 2009
- SM-guld 2005, 2006, 2007, 2008

## Statistik
| 2005/06 | Edsbyns IF     | Allsvenskan | 22 | 27 | 4  | 31 | 7 | 7  | 1 | 8  | 29 | 39 |
| 2006/07 | Edsbyns IF     | Allsvenskan | 24 | 47 | 2  | 49 | 8 | 6  | 1 | 7  | 32 | 56 |
| 2007/08 | Edsbyns IF     | Elitserien  | 26 | 59 | 13 | 72 | 8 | 13 | 2 | 15 | 34 | 87 |
| 2008/09 | Edsbyns IF     | Elitserien  | 17 | 25 | 5  | 30 | 7 | 7  | 2 | 9  | 24 | 39 |
| 2009/10 | Edsbyns IF     | Elitserien  | 25 | 45 | 13 | 58 | 5 | 4  | 2 | 6  | 30 | 64 |
| 2010/11 | Brobergs IF    | Elitserien  | 26 | 47 | 6  | 53 | 5 | 7  | 1 | 8  | 31 | 61 |
| 2011/12 | IFK Vänersborg | Elitserien  | 11 | 8  | 2  | 10 | 0 | 0  | 0 | 0  | 11 | 10 |
| 2012/13 | IFK Vänersborg | Elitserien  | 24 | 33 | 10 | 43 | 4 | 12 | 0 | 12 | 28 | 55 |
| 2013/14 | IFK Vänersborg | Elitserien  | 26 | 56 | 9  | 65 | 5 | 9  | 2 | 11 | 31 | 76 |
| 2014/15 | IFK Vänersborg | Elitserien  | 26 | 36 | 5  | 41 | 4 | 7  | 2 | 9  | 30 | 50 |